# アリルエスカリン
アリルエスカリン(Allylescaline)または4-アリルオキシ-3,5-ジメトキシフェネチルアミン(4-allyloxy-3,5-dimethoxyphenethylamine)は、幻覚剤の1つである。構造は、メスカリンと非常に近い。オタカール・レミンガーによって、1972年に初めて合成された。後にアレクサンダー・シュルギンも合成し、PiHKALに記載された。服用量は20-35 mg、持続時間は8-12時間である。アリルエスカリンの薬理学的特性、代謝、毒性については、ほとんどデータがない。